# Hannah Murray
Tegan Lauren-Hannah Murray (Brístol, Inglaterra, 1 de julio de 1989) es una actriz británica conocida principalmente por su personaje de Cassie Ainsworth en la serie Skins y por interpretar a Gilly (Elí) en la serie Game of Thrones.

## Primeros años
Hannah Murray tuvo una infancia normal en Bristol (Inglaterra). Sus padres son profesores de la universidad de Bristol y nadie de su familia había sido actor.  A la edad de 16 años se enteró de una audición para actores jóvenes en Bristol, y decidió presentarse solo por la experiencia. Las audiciones fueron para la serie británica Skins, y ella impresionó a los productores de la serie y fue elegida para interpretar a Cassie Ainsworth, uno de los personajes principales de la primera generación.

## Carrera
Debutó en 2007, con 18 años, en televisión personificando a Cassie Ainsworth en la serie Skins, una chica muy dulce e inocente con desórdenes alimenticios y tendencias suicidas. Al enterarse de una audición que se estaba realizando en Bristol para una serie juvenil, participó con pocas expectativas tomándoselo como una experiencia. Finalmente fue elegida y participó de las dos primeras temporadas de la serie respectivamente. Cuando le informaron que no sería parte de la tercera temporada de la serie ella comentó que "sería ridículo estar en una serie para adolescentes si ya no eres un adolescente".
En 2011, HBO confirmó que Murray tendría el papel de Gilly en la serie Game of Thrones. Participó desde la segunda temporada hasta la finalización de la serie con la octava temporada en el año 2019.
En 2012 Murray hizo un pequeño cameo en la película de Tim Burton junto a Jonny Depp en Sombras tenebrosas interpretando a una hippie.
A principios de 2013 confirmó que regresaría a Skins, esta vez participó en 2 episodios especiales de 2 horas de duración con el nombre de Skins Pure. En ese mismo año protagonizó un drama americano llamado Lily & Kat acerca de dos amigas inseparables, disfrutando de la vida nocturna en Nueva York.
En 2014 protagonizó God Help The Girl, junto a Emily Browning y Olly Alexander (con quien ya había trabajado en Skins Pure), la película es una comedia romántica que trata sobre tres músicos de Glasgow (Escocia), y es dirigida por el cantante y compositor de la banda Belle & Sebastian, Stuart Murdoch.
Volvió a recibir críticas muy positivas con el estreno en 2015 de Bridgend, ganando tres premios por su papel; siendo esta su participación más laureada hasta ahora. La película está basada en los casos de suicidio de Bridgend en Gales. Como un dato extra, a partir de aquí e incluyendo esta película, Hannah Murray participaría en filmaciones basadas en hechos reales, y muchos con una gran connotación en la historia. 
En el año 2016 protagonizó a Sylvia Ageloff en El elegido, estando en la historia sobre el asesinato de León Trotski en 1940. Interpreta el papel de la secretaria de Trotski en sus últimos meses, trabaja junto a Alfonso Herrera en esta dramática historia sobre uno de los sucesos más trascendentales de la historia del Socialismo. Y que marco la grieta más grande dentro de los movimientos revolucionarios.
En 2017 formó parte del elenco de Detroit (película). Esta película narra un evento dentro del gran contexto de los disturbios de Detroit en 1967. En este film Murray comparte elenco con John Boyega, Will Poulter, Anthony Mackie y Kaitlyn Dever entre otros. Una película con bastante drama y suspenso, mostrando un hecho muy trágico dentro de la lucha contra el racismo.
Para 2018, se estrenó Charlie Says. Donde Hannah interpreta a Leslie Van Houten una de las llamadas chicas de Manson. En esta película se tratan los asesinatos provocados por la familia Manson. Se muestra la historia de Leslie Van Houten cuando esta conoce a Charles Manson y se une a sus seguidores. Trabaja junto a Matt Smith, Sosie Bacon, Merritt Wever, en donde actúan como los integrantes de la familia y demás personajes.
Desde el estreno de este último filme, hasta ahora la actriz no ha vuelto a participar en ningún rodaje de película. Solo se dedicó a culminar su papel en Game of Thrones (serie que terminó en 2019) y hacer una breve aparición en 2020 para la serie llamada "The Expecting", interpretada por AnnaSophia Robb. También, ese mismo año, cedió su voz para el videojuego llamado "Shady part of me", juego que recibió buenas críticas tras su estreno a finales del 2020.

## Filmografía

### Películas
| Año  | Película            | Rol               | Notas                |
| ---- | ------------------- | ----------------- | -------------------- |
| 2008 | In Bruges           | Prostituta        | Escena eliminada     |
| 2010 | Womb                | Monica            |                      |
| 2010 | Chatroom            | Emily             |                      |
| 2011 | Wings               | Ellie             | Cortometraje         |
| 2012 | Sombras tenebrosas  | Hippie Chick      | Cameo                |
| 2012 | Little Glory        | Jessica           |                      |
| 2013 | The Numbers Station | Rachel Davis      | Personaje secundario |
| 2014 | God Help the Girl   | Cassie            | Personaje principal  |
| 2015 | Lily & Kat          | Kat               | Personaje principal  |
| 2015 | Bridgend            | Sara              | Personaje principal  |
| 2016 | El elegido          | Sylvia Ageloff    | Personaje principal  |
| 2017 | Detroit             | Julie Ann         | Personaje secundario |
| 2018 | Charlie Says        | Leslie Van Houten | Personaje principal  |

### Televisión
| Año              | Serie                           | Rol              | Notas        |
| ---------------- | ------------------------------- | ---------------- | ------------ |
| 2007–2008 y 2013 | Skins                           | Cassie Ainsworth | 21 episodios |
| 2009             | Agatha Christie's Marple        | Dorothy Savage   | 1 episodio   |
| 2010             | Above Suspicion: the Red Dahlia | Emily Wickenham  | 2 episodios  |
| 2012-2019        | Game of Thrones                 | Gilly            | 27 episodios |
| 2020             | The Expecting                   | Cara             | 3 episodios  |

### Teatro
| Año  | Título    | Rol     | Teatro                 |
| ---- | --------- | ------- | ---------------------- |
| 2008 | That Face | Mia     | Duke of York's Theatre |
| 2014 | Martine   | Martine | Finborough Theatre     |

### Radio
| Año       | Título                                          | Rol            | Notas        |
| --------- | ----------------------------------------------- | -------------- | ------------ |
| 2013-2014 | Welcome to Our Village, Please Invade Carefully | Lucy Alexander | 11 episodios |

### Vídeos musicales
| Año  | Artista             | Título                                   |
| ---- | ------------------- | ---------------------------------------- |
| 2013 | Belle and Sebastian | "Your Cover's Blown (Miaoux Miaoux Mix)" |

### Videojuegos
| Año  | Título           | Personaje                  | Notas |
| ---- | ---------------- | -------------------------- | ----- |
| 2020 | Shady Part Of Me | The Little Girl/The Shadow | Voz   |

## Premios y nominaciones
| Año  | Título            | Premio                            | Categorías                                                                       | Resultado |
| ---- | ----------------- | --------------------------------- | -------------------------------------------------------------------------------- | --------- |
| 2008 | Skins             |                                   | Actriz Sobresaliente en una Serie Dramática                                      | Nominado  |
| 2008 | Skins             | NXG Awards                        | Mejor Actriz                                                                     | Nominado  |
| 2009 | Skins             | Bafta Awards                      | Premio del Público (TV)                                                          | Ganador   |
| 2014 | Game of Thrones   | Screen Actors Guild Award         | Actuación Sobresaliente de Elenco en una Serie Dramática                         | Nominado  |
| 2014 | God Help The Girl | Sundance Film Festival            | World Cinema Dramatic Special Jury Award for the Delightful Ensemble Performance | Ganador   |
| 2014 | Martine           | Off West End Awards               | Mejor Interpretación Femenina                                                    | Nominado  |
| 2015 | Bridgend          | Tribeca Film Festival             | Mejor Actriz en una Película Narrativa                                           | Ganador   |
| 2015 | Bridgend          | Ourense Independent Film Festival | Mejor Actriz                                                                     | Ganador   |
| 2015 | Bridgend          | Palma de Mallorca Evolution IFF   | Mejor Actriz                                                                     | Ganador   |
| 2016 | Game of Thrones   | Screen Actors Guild Award         | Outstanding Performance by an Ensemble in a Drama Series                         | Nominado  |
| 2016 | Bridgend          | Bodil Awards                      | Mejor Actriz en un Papel Principal                                               | Nominado  |